# Дигидрид лютеция
Дигидри́д люте́ция — бинарное неорганическое соединение
лютеция и водорода с формулой LuH2,
кристаллы,
реагирует с водой.

## Получение
- Нагревание металла в водородной атмосфере под давлением:

{\displaystyle {\mathsf {Lu+H_{2}\ {\xrightarrow {T,p}}\ LuH_{2}}}}

## Физические свойства
Дигидрид лютеция образует кристаллы кубической сингонии (гранецентрированная решётка), пространственная группа F m3m, параметры ячейки a = 0,5033 нм.